# C. Thomas Howell
C. Thomas Howell (Los Angeles, 7 december 1966), geboren als Christopher Thomas Howell, is een Amerikaans acteur, filmregisseur, filmproducent en scenarioschrijver.

## Biografie
Howell werd geboren in Los Angeles in een gezin van vier kinderen, en zijn vader was een stuntman en een rodeocowboy. Hierdoor wilde hij al op jonge leeftijd hetzelfde doen als zijn vader. Op jonge leeftijd scheidden zijn ouders en groeide hij voornamelijk op bij zijn moeder maar hield contact met zijn vader. Tijdens zijn tienerjaren werd hij ook actief in de rodeo en werd op twaalfjarige leeftijd kampioen van de junioren in Californië. Howell doorliep de high school aan de Saugus High School in Santa Clarita waar hij in 1984 zijn diploma haalde.
Howell begon in 1977 met acteren in de film It Happened One Christmas, waarna hij nog meer dan 215 rollen speelde in films en televisieseries. Hij is vooral bekend van zijn rol als rechercheur Dewey Dudek in de televisieserie Southland waar hij in 27 afleveringen speelde (2009-2013).

## Filmografie

### Films
Selectie:
- 2012 The Amazing Spider-Man – als Troy (de vader van Jack)
- 2009 American Pie Presents: The Book of Love – als oud afgestudeerde
- 2009 The Land That Time Forgot – als Frost Michaels
- 2008 The Day the Earth Stopped – als Josh Myron
- 2008 War of the Worlds 2: The Next Wave – als George Herbert
- 2006 The Da Vinci Treasure – als Michael Archer
- 2004 Hidalgo – als Preston Webb
- 2003 The Hitcher II: I've Been Waiting – als Jim Halsey
- 1996 Baby Face Nelson – als Baby Face Nelson
- 1994 Teresa's Tattoo – als Carl
- 1992 That Night – als Rick
- 1990 Side Out – als Monroe Clark
- 1989 The Return of the Musketeers – als Raoul
- 1986 The Hitcher – als Jim Halsey
- 1985 Secret Admiror - als Michael
- 1984 Red Dawn – als Robert
- 1984 Tank – als Billy
- 1983 The Outsiders – als Ponyboy Curtis
- 1982 E.T. the Extra-Terrestrial – als Tyler

### Televisieseries
Uitgezonderd eenmalige gastrollen.
- 2023 Obliterated - als Hagerty - 8 afl.
- 2017-2022 SEAL Team - als Ash Spenser - 12 afl.
- 2018-2021 The Walking Dead - als Roy - 3 afl.
- 2009-2020 Criminal Minds - als George Foyet - 6 afl.
- 2019 The Terror - als majoor Bowen  - 5 afl.
- 2019 Bosch - als Louis Degner - 3 afl.
- 2018 Dynasty - als Max Van Kirk - 2 afl.
- 2016-2018 Animal Kingdom - als Paul Belmont - 10 afl.
- 2018 The Blacklist - als Earl Fagen - 2 afl.
- 2017 The Punisher - als Carson Wolf - 3 afl.
- 2017 Ray Donovan - als dr. Brogan - 4 afl.
- 2015-2017 Stitchers - als Daniel Stinger - 7 afl.
- 2017 Outcast - als Simon Barnes - 3 afl.
- 2014-2015 Girlfriends' Guide to Divorce - als Nate - 4 afl.
- 2014 Grimm – als Weston Steward – 5 afl.
- 2009-2013 Criminal Minds – als George Foyet – 5 afl.
- 2009-2013 Southland – als agent Dewey Dudek – 27 afl.
- 2006 24 – als Barry Landes – 2 afl.
- 2004-2005 Summerland – als Kyle Bale – 2 afl.
- 1999-2000 Amazon – als Dr. Alex Kennedy – 23 afl.
- 1996 Kindred: The Embraced – als rechercheur Frank Kohanek – 7 afl.

### Filmregisseur
- 2010 The Genesis Code – film
- 2009 The Land That Time Forgot – film
- 2008 The Day the Earth Stopped – film
- 2008 War of the Worlds 2: The Next Wave – film
- 1997 The Big Fall – film
- 1996 Pure Danger – film
- 1995 Hourglass – film

### Filmproducent
- 2016 Sick People - film
- 2015 A Christmas Eve Miracle - film
- 2015 Spirit Riders - film
- 2014 A Magic Christmas - film
- 2009 CMI's All Jacked Up – televisieserie
- 2007 The Stolen Moments of September – film
- 2005 Blind Injustice – film
- 2002 Hope Ranch – film

### Scenarioschrijver
- 2005 Blind Injustice – film
- 2002 Hope Ranch – film
- 1995 Hourglass – film

- Biblioteca Nacional de España: XX4756827
- Bibliothèque nationale de France: cb13987978w (data)
- Gemeinsame Normdatei: 140641777
- International Standard Name Identifier: 0000 0001 1873 3294
- Library of Congress Control Number: n94003799
- MusicBrainz: 6be3d662-328f-4b6e-8b2c-75c69959da30
- Nationale Bibliotheek van Tsjechië: xx0173637
- Nationale Bibliotheek van Israël: 987007435293305171
- Nederlandse Thesaurus van Auteursnamen: 07327948X
- SNAC: w6w67gmg
- Système universitaire de documentation: 176490205
- Virtual International Authority File: 14967705
- WorldCat: E39PBJfCqv8jkqT3tr48tqk4bd